# Îles Kouriles
Les îles Kouriles (en russe : Курильские острова, Kourilskie ostrova) sont un archipel d'îles volcaniques alignées selon un axe sud-ouest nord-est sur 1 176 km entre le cap Nosappu (extrémité est de la péninsule de Nemuro, Hokkaidō) et le cap Lopatka (extrémité sud de la péninsule du Kamtchatka). Les îles se trouvent en totalité en mer d'Okhotsk et leurs rivages méridionaux constituent la limite entre l'océan Pacifique au sud-est et la mer d'Okhotsk au nord-ouest. Au cours de l'histoire, l'archipel, initialement peuplé d'Aïnous et sporadiquement fréquenté par des marchands, chasseurs, trappeurs et pêcheurs d’origines diverses (y compris ouest-européennes depuis 1643), a commencé à être revendiqué par des États à partir du XVIIe siècle, puis a changé plusieurs fois de statut ; il est aujourd’hui rattaché à la Russie (oblast de Sakhaline), mais les îles les plus méridionales sont revendiquées par le Japon.
En japonais, l’archipel est appelé Chishima rettō (千島列島), ce qui signifie « l'archipel des mille îles », ou, plus rarement, Kuriru rettō (クリル列島) : l'« archipel des Kouriles ». Le nom aïnou de « kourile » signifie approximativement « peuplé », du radical kur : « homme ».

## Les îles
L'archipel des Kouriles compte une trentaine d'îles habitables possédant de l'eau douce, ainsi que de nombreux rochers et écueils pour une surface totale d'environ 10 600 km2. Les îles et les détroits les séparant se trouvent en totalité en mer d'Okhotsk. Seules quatre de ces îles sont habitées en permanence. On distingue traditionnellement les Kouriles méridionales, ou Minami-chishima (南千島, litt. « Chishima du Sud »), proches du Japon et revendiquées par celui-ci sous le nom de territoires du Nord (北方領土, hoppō ryōdo), des Kouriles septentrionales, ou Kita-chishima (北千島, litt. « Chishima du Nord »).

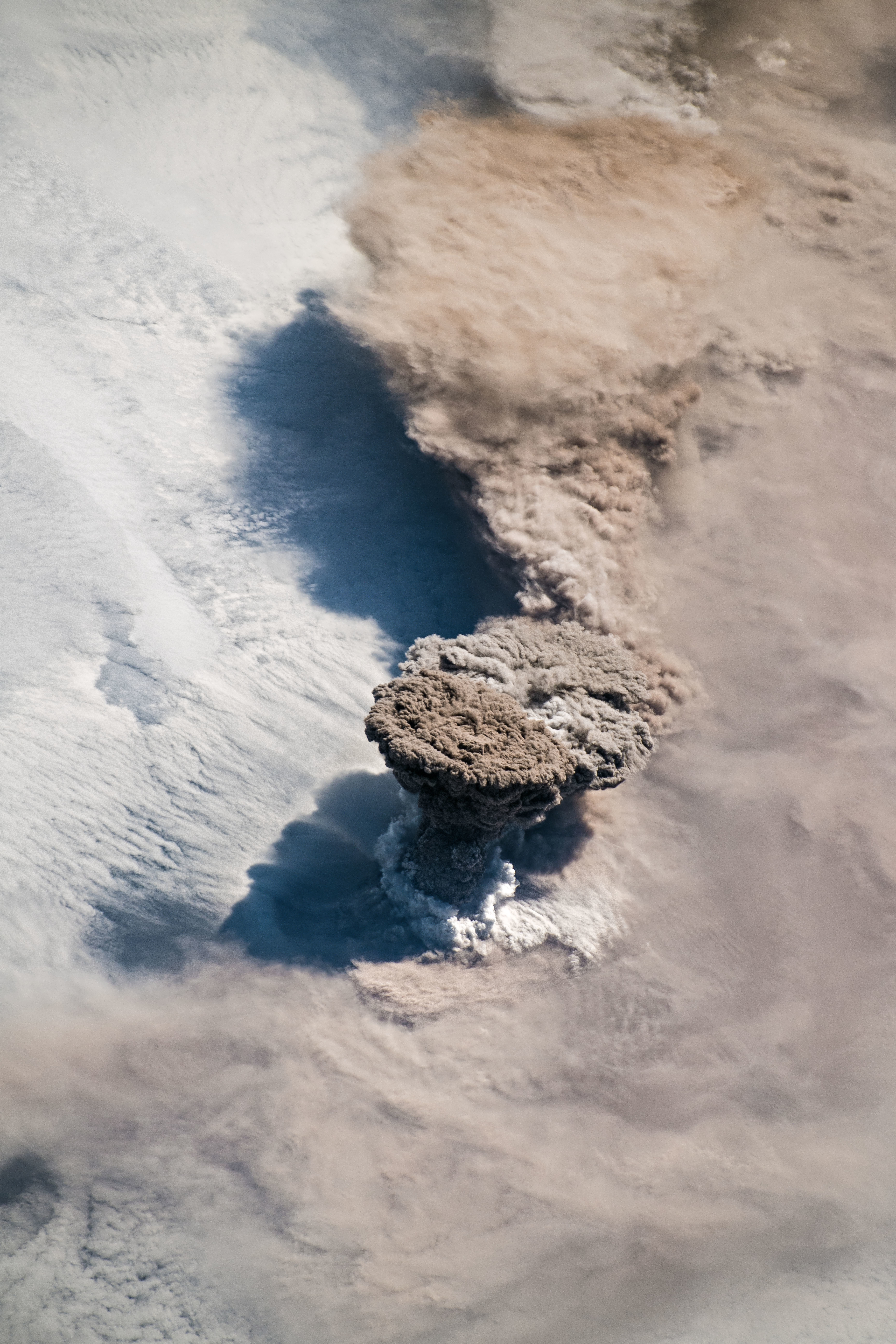
Éruption du volcan Raikoke, dans les îles Kouriles. À l'échelle de l'histoire humaine, ce volcan n’est pas très actif : ses dernières éruptions ont eu lieu en 1778, en 1924 et en 2019 (le 22 juin à, heure locale). Un vaste panache de cendres et de gaz volcaniques est alors projeté jusque dans la stratosphère à partir de son sommet de 700 mètres. Plusieurs satellites et les astronautes de la Station spatiale internationale l'ont observé comme un panache rose épais, qui s'oriente vers l’Est à mesure qu'il est entrainé par une tempête dans le Pacifique Nord. L'anneau des nuages à la base de la colonne semble être de la vapeur d’eau.

| Nom russe                      | Nom japonais                                                                            | Superficie | Nombre d'habitants | Notes |
| ------------------------------ | --------------------------------------------------------------------------------------- | ---------- | ------------------ | --- |
| Choumchou (Шумшу)              | Shumushu (占守島, Shumushu-tō)                                                          | 360 km2    | -                  | Séparée du Kamtchatka par le premier détroit des Kouriles.                                                                          |
| Île Atlassov (Остров Атласова) | Araido (阿頼度島, Araido-tō)                                                            | 154 km2    | -                  | Elle est constituée uniquement du volcan sous-marin actif l'Alaïd qui, avec ses 2 339 m, constitue le point culminant des Kouriles. |
| Paramouchir (Парамушир)        | Paramushiru/Horomushiro (幌筵島, Paramushiru-tō/Horomushiro-tō)                         | 2 042 km2  | 3 500 habitants    | La plus grande des Kouriles septentrionales.                                                                                        |
| Antsiferov (Остров Анциферова) | Shirinki (志林規島, Shirinki-tō)                                                        | 7 km2      | -                  | |
| Makanrushi (Маканруши)         | Makanru (磨勘留島, Makanru-tō)                                                          | 48 km2     | -                  | |
| Onekotan (Онекотан)            | Onnekotan (温禰古丹島, Onnekotan-tō)                                                    | 432 km2    | -                  | |
| Kharimkotan (Харимкотан)       | Harimukotan/Harumukotan (春牟古丹島, Harimukotan-tō/Harumukotan-tō)                     | 75 km2     | -                  | |
| Ekarma (Экарма)                | Ekaruma (越渇磨島, Ekaruma-tō)                                                          | 28 km2     | -                  | |
| Tchirinkotan (Чиринкотан)      | Chirinkotan (知林古丹島, Chirinkotan-tō)                                                | 6 km2      | -                  | |
| Chiachkotan (Шиашкотан)        | Shasukotan (捨子古丹島, Shasukotan-tō)                                                  | 122 km2    | -                  | |
| Raikoke (en) (Райкоке)         | 雷公計島, Raikoke-tō                                                                    | 4 km2      | -                  | |
| Matoua (Матуа)                 | Matsuwa/Matsua (松輪島, Matsuwa-tō/Matsua-tō)                                           | 52 km2     | -                  | |
| Rasshua (Расшуа)               | Rasutsua/Rashowa/Rashuwa/Rashua (羅処和島, Rasutsua-tō/Rashowa-tō/Rashuwa-tō/Rashua-tō) | 62 km2     | -                  | |
| Ouchichir (Ушишир)             | Ushishiru (宇志知島, Ushishiru-tō)                                                      | 5 km2      | -                  | |
| Ketoï (Кетой)                  | Ketoi (計吐夷島, Ketoi-tō)                                                              | 64 km2     | -                  | |
| Simouchir (Симушир)            | Shimushiru (新知島, Shimushiru-tô)                                                      | 228 km2    | -                  | |
| Brouton (Броутона)             | Buroton (武魯頓島, Buroton-tō)                                                          | 6 km2      | -                  | |
| Tchirpoï (Чирпой)              | Chirihoi (知理保以島, Chirihoi-tō)                                                      | 20 km2     | -                  | Fait partie du groupe des trois[réf. nécessaire] îles des Frères Noirs.                                                             |
| Brat Tchirpoïev                |                                                                                         | 16 km2     | -                  | |
| Ouroup (Уруп)                  | Uruppu (得撫島, Uruppu-tō)                                                              | 1 430 km2  | -                  | |

| Nom russe              | Nom japonais                     | Superficie | Nombre d'habitants | Notes |
| ---------------------- | -------------------------------- | ---------- | ------------------ | --- |
| Itouroup (Итуруп)      | Etorofu (択捉島, Etorofu-tō)     | 3 238 km2  | 7 000 habitants    | La plus grande des Kouriles et la plus peuplée.                                                                                  |
| Kounachir (Кунашир)    | Kunashiri (国後島, Kunashiri-tō) | 1 550 km2  | 4 000 habitants    | La plus méridionale des Kouriles à 7 km de l'île d'Hokkaidō au Japon. Sur cette île se trouve la réserve naturelle de Kourilski. |
| Chikotan (Шикотан)     | 色丹島, Shikotan-tō              | 182 km2    | 1 500 habitants    | C'est la plus grande des petites Kouriles.                                                                                       |
| Îles Habomai (Хабомай) | 歯舞諸島, Habomai shotō          |            | -                  | Archipel d'îles basses et inhabitées faisant partie des petites Kouriles.                                                        |

## Histoire

### Revendications japonaises et russes sur les îles (avant 1855)

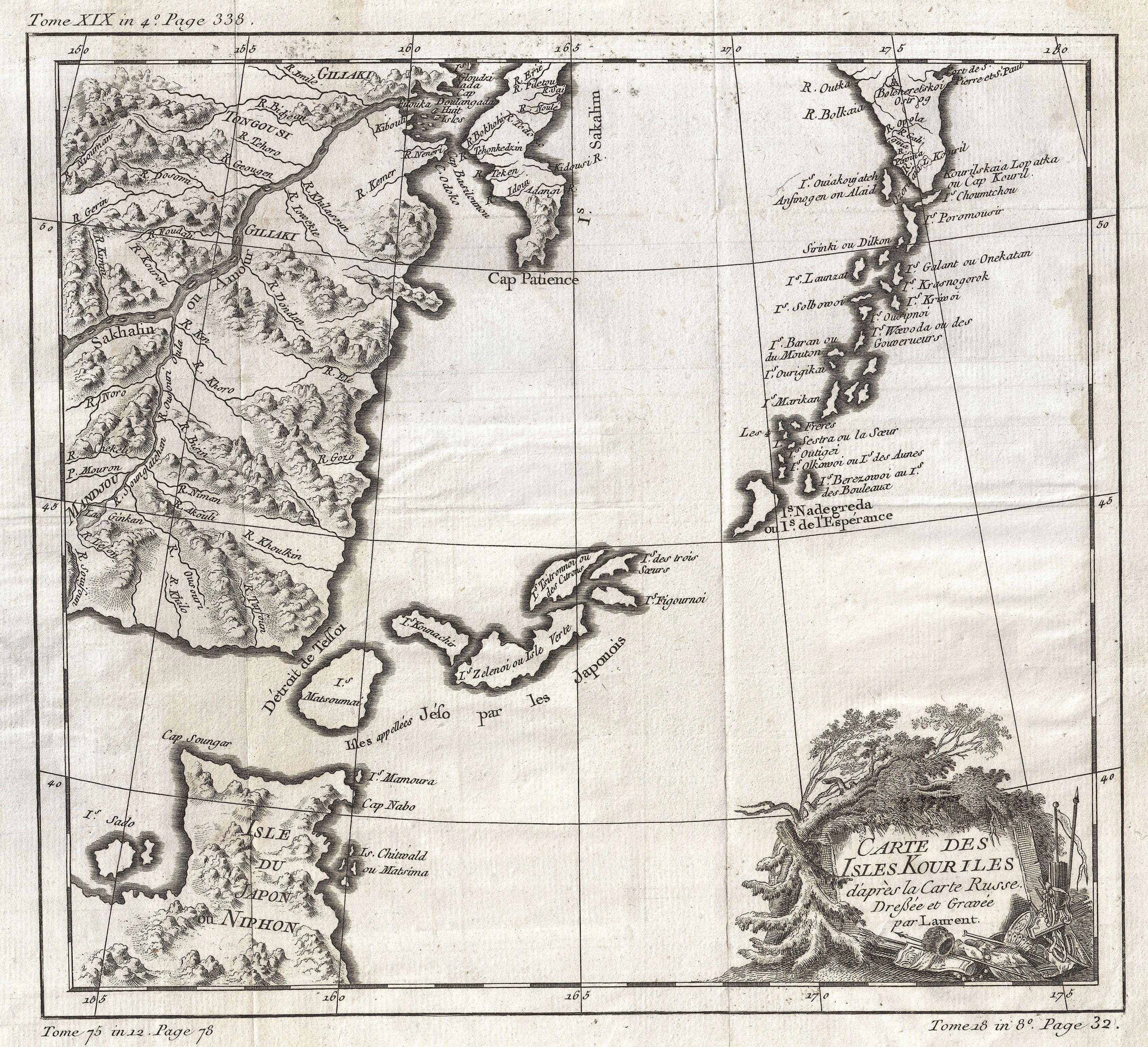
Carte des îles au XVIIIe siècle.

En 1643, le capitaine hollandais Maarten Gerritszoon de Vries est le premier Ouest-Européen à atteindre les Kouriles. À l'époque, entre 3 000 et 3 500 Aïnous indigènes y vivent de la pêche, de la chasse et du commerce de fourrures, de Hokkaidō jusqu'aux îles Aléoutiennes et au Kamtchatka.
Les Aïnous vivent alors en clans et ne sont pas organisés en un État ; à l'époque d'Edo (1603 – 1868), le clan japonais Matsumae, un de leurs clients habituels, contrôle les îles situées au sud d'Itouroup, ce qui argumente les revendications japonaises : sur une carte japonaise datant du shogunat Tokugawa (carte Shōhō Onkuko Ezu réalisée en 1644), sont indiquées trente-neuf îles grandes et petites situées au nord de la péninsule de Shiretoko et du cap Nosappu.
De son côté, l'Empire russe, lui aussi friand de fourrures et dont les trappeurs explorent le pourtour de la mer d'Okhotsk, commence à progresser vers les Kouriles au début du XVIIIe siècle. Les Russes envoient souvent des expéditions pour chercher et chasser les otaries dans l'archipel, sans dépasser le sud de l'île d'Ouroup car à cette époque, le shogunat Tokugawa contrôle les îles au sud d'Itouroup et y a placé des garnisons japonaises pour s'assurer le monopole de l'exploitation de ces îles.
En 1737, un tsunami avec une vague d'au moins 60 mètres de hauteur ravage le nord de l'archipel.
En 1811, le capitaine Nicolas Golovnine et son équipage au mouillage à Kounachir pour effectuer des relevés hydrographiques, sont capturés par des serviteurs du clan Nambu et envoyés aux autorités du clan Matsumae. Comme un marchand japonais Takadaya Kahei avait été à la même époque capturé par un vaisseau russe près de Kounachir, le Japon et la Russie entament en 1813 des négociations pour s'échanger les captifs et fixer la frontière entre les deux pays.
En 1853, les États-Unis, via les navires noirs commandés par le commodore Matthew Perry, emploient la diplomatie de la canonnière pour forcer l'ouverture du Japon en obtenant, le 31 mars 1854, la ratification du traité de Kanagawa. Ils renversent le shogunat de l'ère Edo, soutenu par l'Empire français, et prennent le parti du mikado Mutsuhito, faisant basculer le pays vers l'ère Meiji et vers le début de son expansion impériale.

### L'administration japonaise et russo-japonaise sur l'archipel (1855-1875)
Le traité de Shimoda, signé le 7 février 1855, partage l'archipel entre la Russie et le Japon au niveau du chenal séparant les îles d'Itouroup (japonaise) et d'Ouroup (russe). L'Empire russe reconnaît la souveraineté du Japon sur les îles Chikotan et Habomai, ainsi que sur celles de Kounachir et Itouroup ; l'empire japonais reconnaît la souveraineté russe sur les îles entre Ouroup incluse et le Kamtchatka. C'est à ce premier traité que se réfère aujourd'hui le Japon pour revendiquer à la Russie les îles les plus méridionales.
L'île de Sakhaline fait partie de l'empire mandchou de Chine jusqu'au traité d'Aigun (1858) et la convention de Pékin (1860), selon lesquelles elle passe dans l'Empire russe ; toutefois, Russes et Japonais s'autorisant mutuellement à y chasser et à s'y établir.
À la fin de l'été 1855, durant la guerre de Crimée, des troupes anglaises et françaises débarquent brièvement dans l'île d'Ouroup, territoire russe, et prennent possession de l'île qu'ils dénomment Île de l'Alliance. L'archipel est rebaptisé Archipel des Brumes. Un autochtone est nommé gouverneur provisoire. L'île est restituée à la Russie à la fin de la guerre (1856).
En 1869, le nouveau gouvernement japonais de l'ère Meiji crée à Sapporo une « commission de colonisation » pour faciliter le peuplement japonais et le développement économique de la région Nord. Ezo ou Yéso, renommée Hokkaidō, fut divisée en 11 provinces et 86 districts placés sous le contrôle des clans japonais ; ce processus mène à la marginalisation et assimilation des clans Aïnous qui deviennent minoritaires dans leurs propres îles, Hokkaidō et Kouriles japonaises ou russes,.

### Le traité de Saint-Pétersbourg et ses effets sur l'archipel (1875-1941)

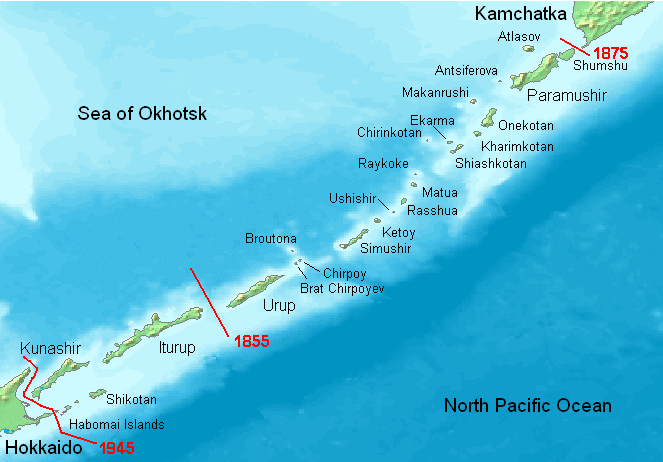
Les îles Kouriles et les frontières fixées par les différents traités russo-japonais.

Au traité de Saint-Pétersbourg conclu le 7 mai 1875 le Japon cède à la Russie ses droits sur l'île de Sakhaline, où la colonisation russe est largement supérieure à la présence japonaise, mais en échange, récupère la totalité de l'archipel des Kouriles du Nord (soit 18 îles d'Ouroup à Choumchou) et le droit de commercer le long du littoral russe de la mer d'Okhotsk. Les historiens japonais nationalistes perçoivent toutefois ce traité comme l'« échange d'un territoire japonais » (Sakhaline) « contre un autre » (les Kouriles). Il est stipulé que les sujets des deux empires peuvent conserver leur nationalité, résider et circuler dans leur territoire d'origine, mais en acceptant de se placer sous les lois de leur nouveau pays.
À compter de la signature du traité, l'archipel des Kouriles entier est rattaché administrativement à Hokkaidō comme l'étaient auparavant les îles du Sud.
Le traité de Tokyo signé le 22 août 1875 ajoute au traité de Saint-Pétersbourg un article qui stipule que :
1. les sujets russes et japonais conservent leurs droits de chasse et de pêche et sont exemptés de taxes pour leur travail jusqu'à leur mort ;
2. les sujets japonais de Sakhaline (appartenant désormais à la Russie) et les sujets russes présents dans l'archipel conservent leurs propriétés et un certificat devra leur être remis ;
3. la liberté de religion est accordée aux Japonais de Sakhaline et aux sujets russes des Kouriles ; les cimetières, églises et temples doivent être conservés ;
4. les Aïnous de l'archipel et de Sakhaline doivent devenir sujets japonais ou russes dans les trois ans s'ils veulent rester sur place et conserver leurs propriétés et droits ;
5. les Aïnous conservent également leur droit à la liberté de religion : leurs cimetières et temples sont conservés.

Durant la Guerre russo-japonaise de 1905, Gunji, un militaire japonais retraité et colon de Choumchou, monte depuis les Kouriles une force d'invasion qui débarque sur la côte du Kamtchatka. La Russie envoie des renforts qui capturent le groupe. .A l'issue de cette guerre où elle est finalement défaite, la Russie cède notamment au Japon la partie méridionale de Sakhaline "à perpétuité et en toute souveraineté " (Art. 9 du traité de Portsmouth).              
Un réseau routier et un système postal furent mis en place à Kounachir et Itouroup. La vie sur les îles devint moins précaire grâce à une desserte maritime régulière depuis Hokkaidō et à la mise en place d'un système télégraphique. Chaque village avait un bureau forestier de district, un centre de contrôle de la production de la pêche, un centre de pisciculture du saumon, un bureau de poste, une école élémentaire, un dispensaire, un temple shinto et d'autres services publics.
En 1930, 8 300 personnes résidaient à Kounachiri et 6 000 à Itouroup, la plupart vivant de la pêche côtière ou hauturière. Il y avait alors environ 17 000 Japonais vivant dans les Kouriles, et quelques milliers de Russes, parmi les rares à vivre hors de portée de l'administration soviétique, mais marginaux dans la société japonaise.
Au début de la Seconde Guerre mondiale qui se déclenche en Europe en 1939, le conflit se propage rapidement dans les colonies européennes en Asie et dans le Pacifique. Dans l'archipel, depuis octobre 1940 , des unités de la 7e division japonaise sont installées dans les îles de Paramouchir, Choumchou à l'extrémité nord de l'archipel proche du Kamtchatka. Plusieurs installations portuaires et aérodromes militaires existent également dans les îles. Cependant, un traité transitoire de neutralité est signé le 13 avril 1941 entre le Japon et l'Union des républiques socialistes soviétiques, tous deux liés à l'Axe par des traités (depuis le 23 août 1939 pour l'URSS et depuis 27 septembre 1940 pour le Japon), stipulant que chaque signataire respecterait l'intégrité territoriale de l'autre, selon le traité de Saint-Pétersbourg de 1875, toujours en vigueur.

### La Seconde Guerre mondiale et conquête soviétique de l'archipel
Le 22 novembre 1941, l'amiral Isoroku Yamamoto ordonne le rassemblement de la force navale qui allait participer à l'attaque de Pearl Harbor dans les baies de Tankan et d'Hittokappu de l'île de d'Itouroup. Ce site avait été choisi car l'archipel était peu peuplé, les étrangers peu nombreux et le brouillard fréquent. L'amiral donna l'ordre aux navires de se mettre en route le 26 novembre.
En juillet 1943 eurent lieu les premiers bombardements des bases japonaises de Choumchou et Paramouchir par des avions américains. Ces bombardements s'intensifièrent en 1944 pour faire croire aux forces japonaises qu'une invasion était envisagée depuis les Aléoutiennes. Les Japonais renforcèrent la défense des Kouriles du Nord, faisant passer les effectifs de 8 000 à 41 000 hommes en 1944, et installèrent 400 avions sur des aéroports situés à Hokkaidō et dans les Kouriles. Par la suite, les Américains envisagèrent plus sérieusement une invasion par le nord et agrandirent à cet effet leurs bases dans les Aléoutiennes dans la perspective d'une attaque en 1945.
Le 5 avril 1945, alors que la défaite du Japon se profilait, l'Union soviétique indiqua qu'elle ne renouvelait pas le Pacte de neutralité soviéto-japonais de 1941 et que celui-ci devenait en conséquence caduc à compter du 25 avril.
Le 8 août de la même année, deux jours après le bombardement atomique d'Hiroshima et à la veille de celui de Nagasaki, l'Union soviétique déclarait la guerre au Japon et lançait l’opération Tempête d'août en Chine, contre le Mandchoukuo. Initialement, les Russes prévoyaient de conquérir l'archipel avant la capitulation car, jusqu'au 23 août, les Alliés n'avaient pas fixé clairement si les Kouriles ou Hokkaidō feraient partie de la zone d'occupation russe, or Staline souhaitait occuper Hokkaidō et en confier la gouvernance au parti communiste japonais jusque-là clandestin. Sur les deux îles du Nord, le Japon disposait en août 1945 d'environ 22 000 hommes et 70 chars d'assaut.
Les troupes de l'infanterie de marine soviétique traversent le 18 août au petit matin le détroit séparant le Kamtchatka de l'île de Choumchou sur des chalands LCI fournis par les Américains. Le Japon ayant cessé le combat contre les Alliés le 15 août 1945, le commandement japonais donna l'ordre aux garnisons de l'archipel de capituler le 19 août, mais les Kouriles coûtèrent aux Soviétiques des pertes, car plusieurs commandants japonais imprégnés par l'idéologie bushido refusent d'obéir à cet ordre, et la conquête de Choumchou ne s'achève donc que le 31 août en ayant fait 1 567 morts chez les Soviétiques contre 1 018 chez les Japonais. Les îles Kouriles restantes sont progressivement occupées sans combat, de même que la moitié sud de Sakhaline.

### L'occupation de l'archipel nippon d'après-guerre (1945-1952)
La population japonaise des Kouriles (environ 17 300 personnes) est déportée au cours de l'année qui suivit la fin de la Seconde Guerre mondiale. De nombreux civils et tous les soldats sont envoyés dans des camps au Kazakhstan et en Ouzbékistan où les survivants furent considérés comme « Coréens de Russie » et établis à demeure, sans possibilité de retour.
En février 1946, le gouvernement soviétique déclare que les Kouriles font désormais partie du territoire de l'Union soviétique, les traités russo-japonais antérieurs étant caducs. Le Japon sous occupation américaine n'est pas en mesure de contester cette annexion.
Il n'y a pas eu de traité de paix entre l'Union soviétique et le Japon à la suite de la Seconde Guerre mondiale. Implicitement, en signant le traité de San Francisco en 1951, le Japon a renoncé à tous ses droits sur les îles Kouriles, mais seulement vis-à-vis des États-Unis et de leurs alliés occidentaux, car l'Union soviétique a refusé de co-signer ce traité nippo-américain mettant fin à l'occupation américaine et restaurant la pleine souveraineté japonaise sur son territoire (à l'exception d'Okinawa rétrocédée vingt ans plus tard). De ce fait, vis-à-vis de l'URSS, le Japon n'était pas tenu de renoncer à ses pertes de 1945-51, et c'est l'un de ses arguments pour affirmer la validité du traité de Shimoda que la Russie, à la suite de l'URSS, considère comme caduc. Un autre argument est la Déclaration commune soviéto-japonaise de 1956 qui mentionne la possible rétrocession au Japon des îles Habomai et Chikotan après la conclusion d'un traité de paix.

### La Guerre froide (1952-1991)
Durant la guerre froide, les Kouriles ont une grande importance stratégique. L'archipel constitue une ligne de défense avancée de l'Union soviétique dans le Pacifique. À côté d'une division de troupes terrestres (créée en 1978 et réduite en 1995) sont stationnés dans les îles environ quarante chasseurs-bombardiers MiG-23B qui peuvent atteindre Tokyo.
Dans les années 1980, ces forces étaient considérées comme représentant une menace permanente pour le Japon, nécessitant une aide militaire constante des États-Unis au Japon depuis 1952, notamment durant les conflits régionaux impliquant la Corée du Nord et la Chine communiste qui n'ont pas signé non plus le traité de San Francisco, et contestent l'influence japonaise sur le statut actuel de Taïwan (île chinoise échappant à l'autorité du parti communiste chinois), la présence de la flotte japonaise en mer de Chine orientale et même la souveraineté japonaise sur les îles Senkakou.
Durant toute la guerre froide, l'URSS, la Chine communiste et encore aujourd'hui la Corée du Nord ont considéré le Japon comme une menace, un « fantoche des États-Unis » et un « porte-avion américain » au même titre que Taïwan et la Corée du Sud : cela a pesé sur les relations du Japon avec l'Union soviétique et empêché la signature d'un traité de paix.

### Le statut de l'archipel aujourd'hui

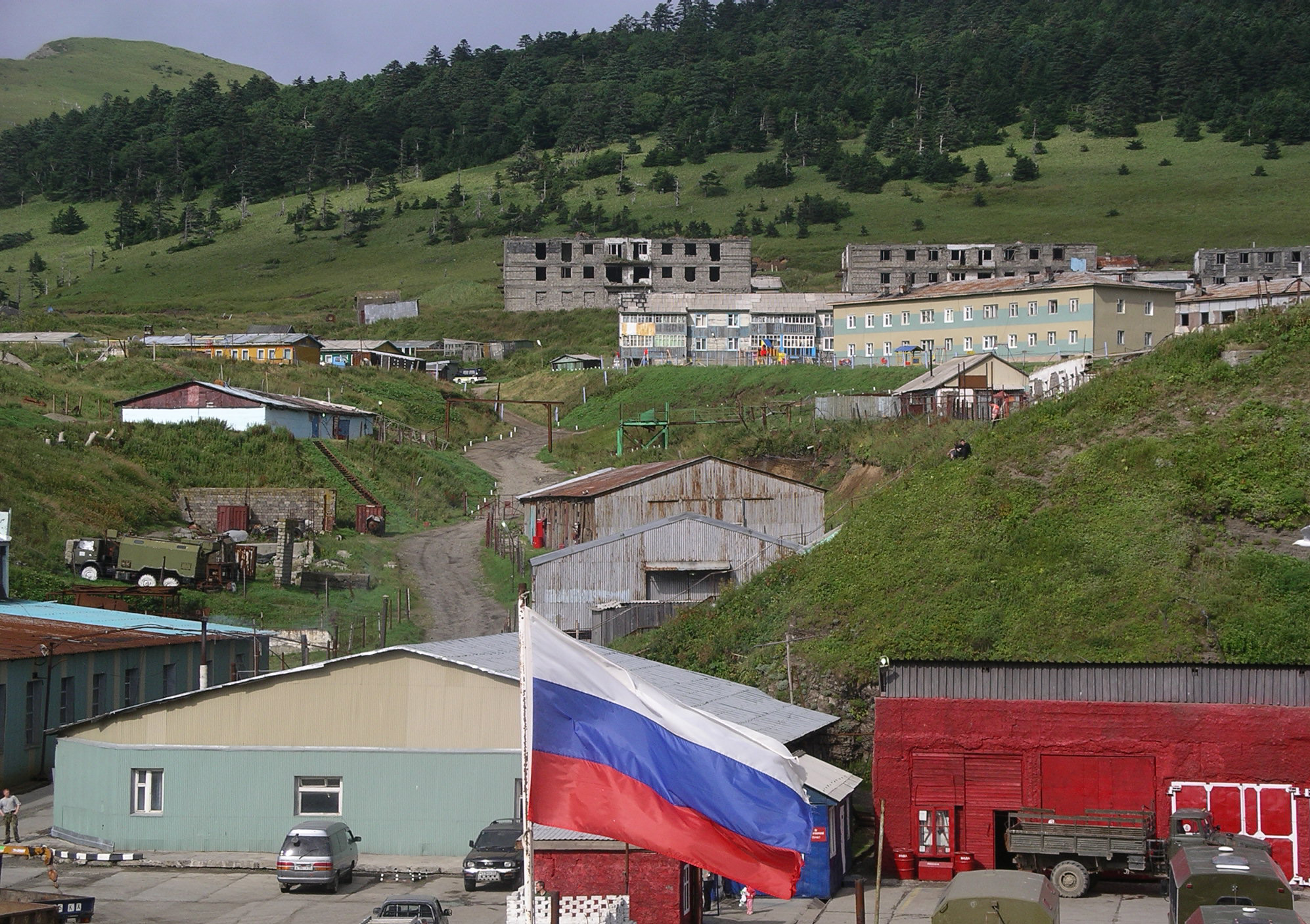
La principale agglomération sur l'île de Chikotan.

L'ensemble des Kouriles fait aujourd'hui partie de la fédération de Russie, plus précisément de l'oblast de Sakhaline.
Toutefois, le Japon réclame toujours les quatre îles Kouriles les plus méridionales (Kounachir, Itouroup, Chikotan et l'archipel des îles Habomai soit un tiers de la surface totale), selon la frontière fixée par le traité de Shimoda signé par le Japon et la Russie le 7 février 1855, et arguant du fait que le traité de San Francisco de 1951 (par lequel le Japon renonçait à ses droits sur les Kouriles) :
- ne précise pas quelles îles exactement comprend la dénomination d'îles Kouriles ;
- n'a pas été contresigné par l'URSS.

Le gouvernement nippon considère que les quatre îles qu'il revendique selon le traité de Shimoda sont partiellement des extensions d'Hokkaidō, et les appelle territoire du Nord (北方領土, hoppō ryōdo). Il ne revendique pas le retour à la frontière fixée par le traité russo-japonais de 1875 incluant les îles plus au nord. La Russie, comme le faisait auparavant l'URSS, se réfère pour sa part aux accords de Yalta de 1945, qui prévoit la cession des îles Kouriles à l'URSS en échange de sa participation à la guerre contre le Japon, et considère que le renoncement japonais concerne l'ensemble de l'archipel.
Le Japon rétorque que, faute de signature d'un traité de paix avec la Russie, et d'une reconnaissance par la Russie du traité de San Francisco, et compte tenu du caractère arbitraire et unilatéral de la déclaration soviétique d'annexion de 1946, la question de la définition de cette frontière reste un élément négociable avec l'actuelle Russie. Le Japon négocie encore avec elle le statut des populations japonaises (et autochtones aïnoues) des Kouriles expulsées en 1946, afin de permettre leur réinstallation dans l'archipel et son développement économique.
Les chances de parvenir à un compromis s'amenuisent lorsque la Diète du Japon adopte le 3 juillet 2009 une loi affirmant la souveraineté du Japon sur les quatre îles, le texte déclarant que le Japon « fera tous ses efforts pour obtenir la restitution au plus tôt des îles qui font partie intégrante du pays ». Le gouvernement russe a déclaré en réaction : « Nous considérons l'adoption de cette revendication territoriale infondée vis-à-vis de la Russie comme inappropriée et inacceptable ».
Ces îles offrent un intérêt stratégique majeur pour la Russie : en effet, tant que le Japon les possédait, les bateaux russes basés dans le port de Vladivostok n'avaient pas librement accès au Pacifique, d'autant qu'en hiver la mer d'Okhotsk est gelée. La navigation y est donc difficile, sauf dans le sud de l'archipel où le climat est plus doux. L'annexion des Kouriles après la Seconde Guerre mondiale a ainsi permis de renforcer la position géostratégique de l'URSS (puis encore de la Russie actuelle) sur cet océan, en facilitant l'accès à celui-ci en toute saison. Enfin, les forces armées de la fédération de Russie restent encore très présentes à Kounachir, l'île la plus proche des côtes japonaises.
L'intérêt halieutique des Kouriles est un autre enjeu majeur : il concerne l'attribution des zones de pêche environnantes qui étaient très poissonneuses.
Avant sa visite d'État au Japon pour le sommet de la coopération économique pour l'Asie-Pacifique (Apec) du 12 novembre 2010, le président russe Dmitri Medvedev se rend sur les îles le 1er novembre, une première pour un chef d'État russe depuis 1945. Le Premier ministre japonais Naoto Kan déclare « très regrettable » cette tournée, qu'il qualifie en février 2011 d'« outrage impardonnable »,. Le ministre japonais des Affaires étrangères Seiji Maehara convoque le jour-même l'ambassadeur de Russie à Tokyo pour protester contre cette visite. Sergueï Lavrov, Ministre russe des Affaires étrangères, déclare alors que le chef de l'État russe est libre de choisir « les régions russes » qu'il visite, et qu'il « ne voit aucun lien » entre une tournée sur ces îles et les relations russo-japonaises. Il juge « inacceptable » le mécontentement du Japon et annonce que l'ambassadeur japonais à Moscou sera convoqué. La tension monte encore lorsque Seiji Maehara demande à son ambassadeur de rentrer au Japon. Dans cette affaire, les États-Unis soutiennent le Japon, et encouragent les deux pays à négocier un traité de paix. Selon le porte-parole du département d'État américain Philip Crowley, « les États-Unis soutiennent le Japon et reconnaissent la souveraineté japonaise sur les territoires du Nord ».
Plusieurs visites de ministres russes sur les îles ont lieu par la suite, notamment du ministre de la Défense Anatoli Serdioukov, venu inspecter le 4 février 2011 une division d'artillerie. À la suite de ses visites, une manifestation est organisée le 7 février par des militants nationalistes japonais devant l'ambassade de Russie, pendant laquelle ils piétinent un drapeau russe déchiré, provoquant l'ire du Kremlin qui exige des poursuites. Le même jour, l'ambassade aurait reçu par courrier une balle accompagnée du message : « Les territoires du Nord sont une terre japonaise ». Résultat de cette tension, le 9 février, Dmitri Medvedev annonce que son pays va renforcer sa présence militaire dans les Kouriles : les deux premiers navires de guerre de la classe Mistral commandés à la France, ainsi que des systèmes de missiles de défense antiaérienne S-400, des radars et des avions de combat Soukhoï Su-35 de nouvelle génération sont évoqués.
Le président russe Dmitri Medvedev se rend de nouveau sur les îles le 3 juillet 2012, et déclare qu'elles sont « une partie importante de la région de Sakhaline et tout simplement une partie importante de notre territoire russe ». La réaction du Japon apparaît alors plus modérée que lors de la précédente visite, limitée à une protestation formelle du ministère des Affaires étrangères, son titulaire Kōichirō Genba déclarant : « La visite de Medvedev à Kounachir ressemble à un seau d'eau froide versé dans nos relations ». Le retour à la présidence de la Russie de Vladimir Poutine semble indiquer une politique plus favorable à un rapprochement et donc à un règlement diplomatique de la dispute territoriale ; des cartes circulent, montrant une possible cession au Japon des îles Habomai en échange de la reconnaissance japonaise définitive de la souveraineté russe sur les îles Itouroup, Kounachir et Chikotan.
Le 18 avril 2014, le ministère russe de la défense annonce l'adoption d'un plan détaillé de construction d'infrastructures militaires sur les îles Kouriles du Sud, notamment sur Itouroup et Kounachir.
Le Premier ministre Dmitri Medvedev visite une nouvelle fois les Kouriles le 22 août 2015, visite évidemment dénoncée par le Japon. Il y inspecte l'aéroport d'Itouroup, ouvert en septembre 2014, puis visite un forum consacré à l'éducation de la jeunesse russe ainsi que plusieurs projets économiques menés sur l'archipel.
Lors d'une visite de Vladimir Poutine au Japon en décembre 2016, les deux pays s'entendent sur la mise en place d'une réflexion pour un développement économique conjoint de ces îles. Cependant, le 23 août 2017, le Premier ministre russe Dmitri Medvedev annonce seul avoir signé un décret créant un « territoire de développement prioritaire » sur les îles, c'est-à-dire une zone franche offrant un régime fiscal et administratif simplifié aux investisseurs, et ce à deux semaines d'une rencontre prévue entre le Président russe Vladimir Poutine et le Premier ministre japonais Shinzo Abe.
Le 2 août 2019, le Premier ministre russe Dmitri Medvedev se rend de nouveau sur les îles en visitant une école, des sources d'eau chaude et une conserverie de poisson sur Itouroup. Il déclare alors « C'est notre terre. […] Les représentants de l'Etat russe visitent les Kouriles et tous nos autres territoires sans attendre l'autorisation d'autres pays. […] Plus cela suscitera l'indignation, plus il y aura des raisons de venir ici ». Dans un communiqué, le ministère japonais des Affaires étrangères a réagi, estimant cette visite « extrêmement regrettable […] contraire à la position du Japon sur les Territoires du Nord et qui blesse les Japonais ».
Le 21 mars 2022 la Russie met fin aux négociations de paix concernant ces îles à la suite des sanctions économiques prises par le Japon dans le cadre de l'invasion de l'Ukraine. Le mois suivant, Tokyo désigne les îles Kouriles comme territoires illégalement occupés par la Russie.

## Géographie

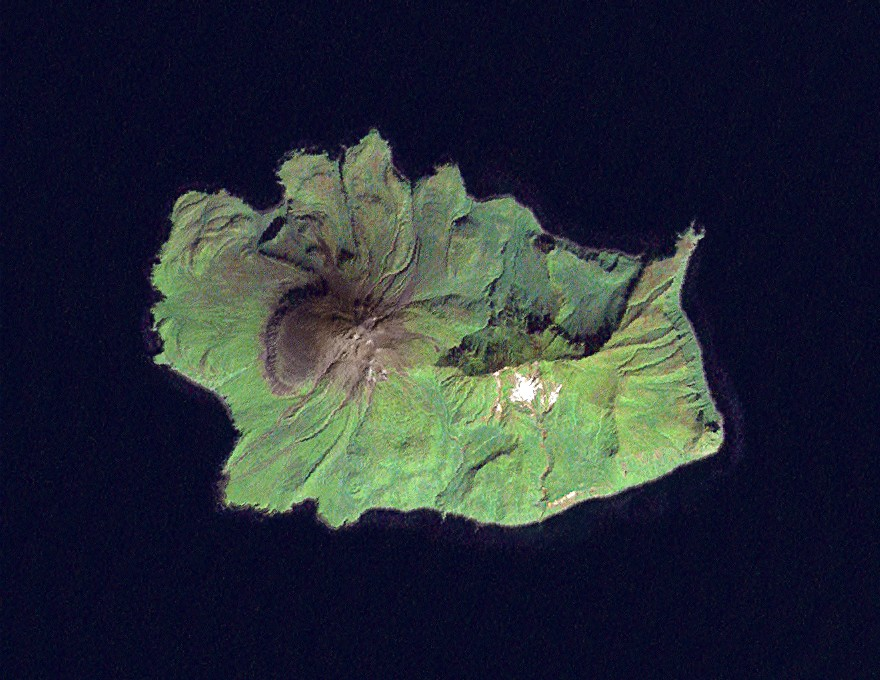
Image satellite d'Ekarma.

Les îles Kouriles sont situées sur la zone de dynamisme tectonique qui entoure la plaque pacifique et à ce titre font partie de la ceinture de feu du Pacifique. Les îles constituent le sommet d'une chaîne de stratovolcans qui résultent de l'enfoncement (subduction) de la plaque du Pacifique sous la plaque d'Okhotsk. Le même phénomène est à l'origine de la fosse des Kouriles qui longe l'archipel à 200 km au large.
La chaîne des volcans des Kouriles comprend environ cent volcans dont quarante sont actifs ainsi que de nombreuses sources d'eau chaude et fumerolles. C'est une région où l'activité tectonique est la plus fréquente et intense avec un séisme d'une magnitude supérieure à 5 tous les deux mois environ. Un séisme de magnitude 8,3 a été enregistré dans l'archipel le 15 novembre 2006 créant un tsunami dont les vagues de 1,5 mètre ont atteint les côtes californiennes.
L'archipel est compris entre les 40e et 50e parallèles nord, et est baigné d’un courant froid appelé Oya shivo qui descend de la mer de Béring le long de la péninsule du Kamtchatka. Le climat dans les îles est généralement rude avec des hivers longs et froids soumis à de nombreuses tempêtes et des étés particulièrement brumeux. Les précipitations sont en moyenne de 760 à 1 000 mm par an, en majorité sous forme de neige. Le climat est de type pré-arctique à océanique : en conséquence la végétation présente un large gradient avec des toundra au nord et des forêts épaisses d'épicéas et de mélèzes dans les îles les plus méridionales.
Les deux plus hauts sommets sont l'Alaid (2 339 mètres) sur l'île Atlassov à l'extrémité nord de l'archipel et le Tyatya (1 819 mètres) dans l'île de Kounachir à l'extrémité sud.
L'archipel présente une variété de plages et de côtes rocheuses, des falaises, des rivières et des torrents, des forêts, des prairies, des toundras alpines, des lacs de cratère et des tourbières. Les sols sont généralement riches grâce à l'apport des cendres volcaniques et, par endroits, l'accumulation du guano. Les zones pentues instables sont souvent sujettes aux glissements de terrain et les éruptions volcaniques peuvent brutalement détruire toute végétation et modifier l'allure du relief.

## Faune terrestre et marine

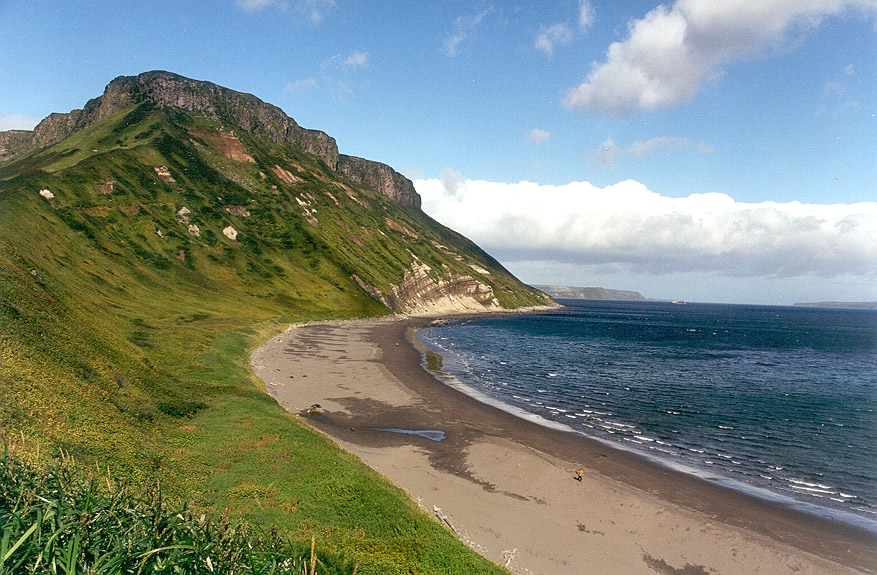
Côte d'une île Kourile.

La faune terrestre de l'archipel est dominée par des espèces qui sont venues du continent, en transitant par l'île de Sakhaline et Hokkaidō d'une part ou par le Kamtchatka d'autre part. Bien que les espèces présentes soient très diversifiées, le niveau d'endémisme (la proportion d'espèces spécifiques à l'archipel) est relativement faible.
À cause de l'isolement et de la faible taille des îles centrales, peu de mammifères terrestres majeurs les ont colonisées, malgré la présence du renard roux et du renard polaire introduits par l'homme dans les années 1880 pour le commerce de la fourrure. L'essentiel de la biomasse des mammifères terrestres est représenté par les rongeurs souvent introduits au cours des siècles passés. Les îles situées les plus au sud et les plus au nord comprennent des populations d'ours bruns, de renards et de martes. Certaines espèces de cervidés sont également présentes dans les îles méridionales. Les espèces d'oiseaux les plus courantes sont les corbeaux, les faucons pèlerins, certaines espèces de troglodytinés et de bergeronnettes.
L'archipel permet à plusieurs espèces d'oiseaux de mer de nidifier, en particulier des fulmars boréals, macareux huppés, pingouins, guillemots, goélands, pétrels, mouettes et cormorans. Sur les plus petites îles où les prédateurs sont absents, toutes les niches dans la falaise, terriers et tertres sont occupées durant la saison de reproduction par les nids de ces oiseaux.
En raison de leur situation en bordure du plateau continental et de la rencontre entre le courant marin d'Oya shivo et les courants giratoires de la mer d'Okhotsk, les eaux entourant l'archipel sont parmi les plus fertiles de l'océan Pacifique et comprennent une grande variété d'espèces marines de poissons, crustacés et mollusques.

## Situation économique

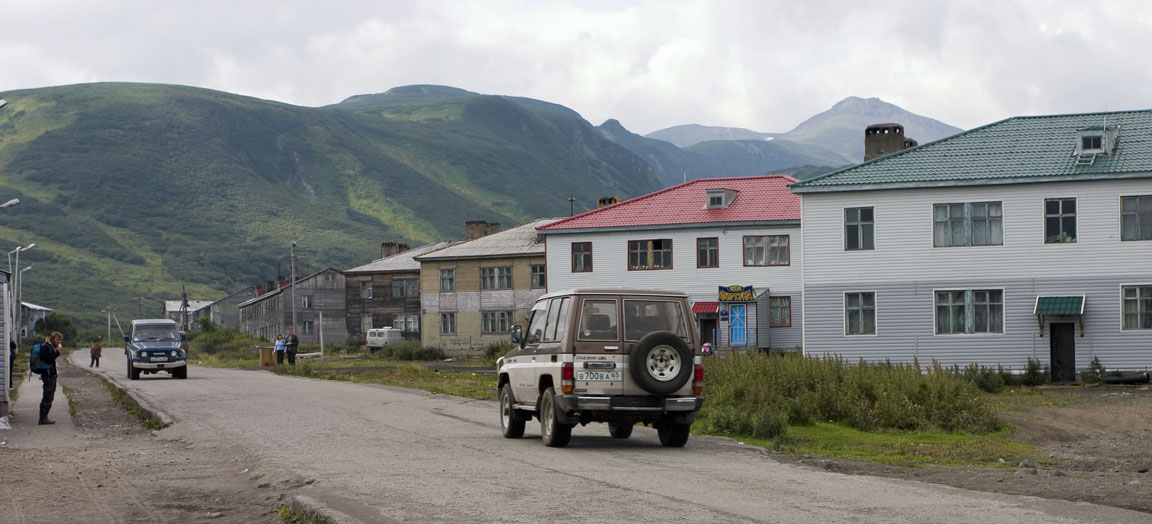
Rue principale de Severo-Kourilsk sur Paramouchir.

Aujourd'hui environ 16 800 habitants (en majorité russes avec des minorités d'Ukrainiens, Biélorusses, Tatars, Coréens, Nivkhes, Orotches et Aïnous) vivent dans l'archipel. Selon l'administration régionale, la moitié de la population vit en dessous du seuil de pauvreté. La pêche est la première activité. Les îles ont une importance stratégique et économique grâce à leurs eaux poissonneuses et leurs gisements de pyrite, soufre et minéraux polymétalliques (germanium...).
Le relèvement de l'économie russe après la période soviétique a eu une influence bénéfique sur l'archipel. La manifestation la plus flagrante a été la construction de nouvelles infrastructures. Un quai et un brise-lames sont en cours de construction dans la baie de Kitovy à Itouroup (le débarquement des marchandises se fait aujourd'hui essentiellement via des barges faisant la navette entre les bateaux mouillés au large et la côte). Une nouvelle route a été percée à travers les bois près de Kourilsk pour desservir l'aéroport qui doit ouvrir en 2010 (coût d'1,25 milliard de roubles soit 44 millions de dollars). Gidostroy, la plus grosse entreprise de l'archipel avec des activités diversifiées dans la pêche les travaux publics et l'immobilier, a construit une seconde unité de transformation de poissons à Itouroup en 2006 avec un système de convoyage à la pointe de la technique.
Pour faire face à la demande croissante d'électricité, le gouvernement local fait relever la puissance de la centrale géothermique exploitant la vapeur et l'eau chaude résultant de l'activité du volcan du mont Baranski.
Le 23 août 2017, un décret est signé, créant une zone franche sur les îles.